# Christopher Cvetko
Christopher Cvetko (sinh 2 tháng 4 năm 1997) là một cầu thủ bóng đá Áo, đang thi đấu cho FC Blau-Weiß Linz.

## Sự nghiệp câu lạc bộ
Anh ra mắt Giải bóng đá hạng nhất quốc gia Áo cho FC Blau-Weiß Linz ngày 10 tháng 3 năm 2017 trong trận đấu với SC Austria Lustenau.